# Kuoresaari (ö i Södra Savolax, Nyslott)
Kuoresaari är en ö i Finland. Den ligger i sjön Kolponen och i kommunen Nyslott i  landskapet Södra Savolax, i den sydöstra delen av landet, 290 km nordost om huvudstaden Helsingfors. Öns area är 0,6 hektar och dess största längd är 120 meter i nord-sydlig riktning.